# ناصروز
ناصروز (به ترکی آذربایجانی: Nəsirvaz) یک منطقهٔ مسکونی در جمهوری آذربایجان است که در شهرستان اردوباد واقع شده‌است. ناصروز ۱۵۷ نفر جمعیت دارد.